# Ostrovica, Vladičin Han
Ostrovica (izvirno srbsko Островица) je naselje v Srbiji, ki upravno spada pod Občino Vladičin Han; slednja pa je del Pčinjskega upravnega okraja.

## Demografija
V naselju živi 39 polnoletnih prebivalcev, pri čemer je njihova povprečna starost 66,2 let (62,6 pri moških in 68,4 pri ženskah). Naselje ima 25 gospodinjstev, pri čemer je povprečno število članov na gospodinjstvo 1,56.
To naselje je popolnoma srbsko (glede na rezultate popisa iz leta 2002).
|  |

| Demografija | Demografija     | Demografija     |
| Leto        | Št. prebivalcev | Št. prebivalcev |
| ----------- | --------------- | --------------- |
|             |                 |                 |
|             |                 |                 |
|             |                 |                 |
|             |                 |                 |
| 1948        | 448             |                 |
| 1953        | 399             |                 |
| 1961        | 384             |                 |
| 1971        | 269             |                 |
| 1981        | 166             |                 |
| 1991        | 108             | 106             |
| 2002        | 39              | 39              |
|             |                 |                 |

| Etnična sestava po popisu iz leta 2002 | Etnična sestava po popisu iz leta 2002 | Etnična sestava po popisu iz leta 2002 | Etnična sestava po popisu iz leta 2002 | Etnična sestava po popisu iz leta 2002 |
| -------------------------------------- | -------------------------------------- | -------------------------------------- | -------------------------------------- | -------------------------------------- |
| Srbi                                   | Srbi                                   |                                        | 39                                     | 100,0%                                 |
| Neznano                                | Neznano                                |                                        | 0                                      | 0,0%                                   |